# ماریانا اوکریا
ماریانا اوکریا (ایتالیایی: Marianna Ucrìa) یک فیلم درام ایتالیایی به کارگردانی روبرتو فائنتسا است که در سال ۱۹۹۷ منتشر شد.
این فیلم در بیستمین دورهٔ جشنواره بین‌المللی فیلم مسکو به نمایش درآمد.

## بازیگران
- امانوئل لابوری
- برنار ژیرودو
- روبرتو هرلیتزکا
- لائورا مورانته
- فیلیپ نوآره
- لائورا بتی
- لئوپولدو تریئسته
- سلواجا کواترینی
- فابریتزیو بنتیوولیو
- لورنتسو کرسپی